# Manolis Kefalogiannis
Manolis K. Kefalogiannis (em grego:  Μανώλης Κεφαλογιάννης; nascido em 25 de maio de 1959) é um político grego do partido Nova Democracia de Heraklion, Creta, que é deputado ao Parlamento Europeu desde 2014.

## Carreira política
Para além das suas atribuições na comissão, Kefalogiannis faz parte das delegações do parlamento à Comissão Parlamentar Mista UE-Turquia e à Comissão Parlamentar de Estabilização e Associação UE-Albânia. Ele também é membro do Intergrupo URBAN.